# Eucycloptilum
Eucycloptilum is een geslacht van rechtvleugeligen uit de familie Mogoplistidae. De wetenschappelijke naam van dit geslacht is voor het eerst geldig gepubliceerd in 1935 door Lucien Chopard.

## Soorten
Het geslacht Eucycloptilum omvat de volgende soorten:
- Eucycloptilum longipes Chopard, 1935
- Eucycloptilum parvum Chopard, 1962
- Eucycloptilum veali Chopard, 1935